# Der Nachtportier
Der Nachtportier (Originaltitel: Il portiere di notte) ist ein italienischer Spielfilm der Regisseurin Liliana Cavani aus dem Jahr 1974. Der Film schildert die sadomasochistische Beziehung einer Überlebenden der Konzentrationslager mit ihrem ehemaligen SS-Peiniger. Der Film machte die Hauptdarstellerin Charlotte Rampling international bekannt.

## Handlung
Zwölf Jahre nach dem Ende des Zweiten Weltkriegs arbeitet der ehemalige SS-Offizier Maximilian Theo Aldorfer als Nachtportier in einem eleganten Wiener Hotel. Er erfüllt alle Wünsche seiner Gäste; so „vermittelt“ er einer alternden Gräfin regelmäßig  die gewünschten jungen Männer für ihre sexuelle Befriedigung. Theo gehört einem kleinen Kreis ehemaliger Nationalsozialisten an, die zur Vertuschung ihrer früheren Vergehen selbst vor Mord nicht zurückschrecken.
Eines Tages steigt die um einige Jahre jüngere Lucia Atherton im Hotel ab. Sie ist mit einem US-amerikanischen Dirigenten verheiratet, der in Wien ein Gastspiel gibt. Theo und Lucia erkennen einander wieder: Sie war als junge Frau in einem Konzentrationslager inhaftiert, dessen Wachpersonal Theo angehörte. Zwischen beiden entwickelte sich eine sadomasochistische Beziehung, die so weit ging, dass er einen Gefangenen hinrichten ließ, der Lucia quälte, und ihr dessen abgetrennten Kopf zum Geschenk machte.
Theo und Lucia verfallen erneut einander, wobei die Rolle des dominierenden Teils der Beziehung laufend wechselt. Lucia verlässt ihren Mann und zieht in Theos Wohnung. Seine ehemaligen Kameraden, für die die KZ-Überlebende Lucia eine Gefahr darstellt, belagern das Paar in Theos Appartement. Von Hunger und der Aussichtslosigkeit ihrer Lage aufgezehrt, gehen sie ein letztes Mal auf die Straße hinaus, Max in seiner SS-Uniform, Lucia in einem Kleid, welches einem Exemplar ähnlich sieht, das Theo ihr während ihrer Gefangenschaft schenkte. Auf einer Brücke werden sie von einem gesichtslosen Attentäter niedergeschossen.

## Hintergrund
Der Nachtportier entstand in Rom und Wien. Der Film startete am 11. April 1974 in Italien und am 14. Februar 1975 in der Bundesrepublik Deutschland.
Als der Film im Sommer 1974 erschien, erklärte die italienische Staatsanwaltschaft den Film für unmoralisch. Die Kopien wurden beschlagnahmt, der Film von der Zensur verboten. Die Filmindustrie organisierte daraufhin einen eintägigen Streik. Mehrere Regisseure, darunter Luchino Visconti, setzten sich für die Freigabe des Films ein. In einem Gerichtsverfahren wurde er schließlich zum Kunstwerk erklärt und ohne Schnitte freigegeben.

## Kritiken
„So anstößig wie schmierig, ein verabscheuungswürdiger Versuch, uns durch die Ausschlachtung der Erinnerung an Verfolgung und Leiden angenehm zu erregen.“

„Dieser Film stellte den Prototyp einer ganzen Welle teils reißerischer, oft an der Grenze zur Pornographie rangierender Exploitationfilme [dar], die die genoziden Verbrechen des Dritten Reiches als Hintergrund für meist triviale Erotikdramen benutzten.“

„Cavani zeigt anschaulich den Horror der Lager in ein paar grausigen Sequenzen und ist gleichermaßen in der Lage, Schrecken in ruhigeren Szenen zu vermitteln […] Noch beunruhigender im Kontext des Films sind die geschickt eingefangenen Momente von Zärtlichkeit und friedvoller Liebe. […] es steckt Wahrheit in [des Films] düsterer Erforschung der menschlichen Natur. Er argumentiert, dass die Zerstörung der Konzentrationslager nicht das Ende des Wahnsinns und der Grausamkeit dieser Zeit bedeutete und ganz sicher nicht die Narben der Opfer geheilt hat. So gesehen, ist der ‚Nachtportier‘ eine intensive Erinnerung an unangenehme, aber unvermeidliche Wahrheiten.“

„Liliana Cavani […] reduziert die ‚Faszination des Bösen‘ auf den sexualpathologischen Aspekt. Der durchaus bedenkenswerte Problemstoff wird zur Kolportage, der angeblich allgemeingültige Modellfall zum Klischee. Ein mit epigonalen Mitteln auf Kunst getrimmter Politporno.“